# Kirchheim am Neckar
Kirchheim am Neckar è un comune tedesco di 5 188 abitanti, situato nel land del Baden-Württemberg.